# St Catherine's College
Il Saint Catherine's College, spesso abbreviato in Catz, è uno dei collegi costituenti l'Università di Oxford. Fu fondato nel 1963 da Alan Bullock, che più tardi diventò il vice-cancelliere dell'università. Deve le sue origini ad un gruppo creato nel 1868 (il Saint Catherine's Club) che offriva la possibilità di studiare ad Oxford senza le tariffe aggiuntive necessarie per diventare membro di un collegio. La struttura del collegio sorge su terreno che era di proprietà del Merton College. Dal 1974 furono ammesse anche le donne.